# 長泉院 (秩父市)
長泉院（ちょうせんいん）は、埼玉県秩父市にある曹洞宗の寺院で、山号は笹戸山と号する。
本尊真言：おん あろりきゃ そわか
御詠歌：分けのぼり結ぶ笹の戸おし開き 仏を拝む身こそたのもし

## 歴史
990年（正暦元年）、飛沼太郎右衛門の開基であるという。
当初は現在地よりも南に位置していたが、その後、現在地に移転し、文政年間（1818年 - 1830年）に現在の本堂が建てられた。
本堂内の欄間には、葛飾北斎の作品である「桜花の図」がかけられている。北斎52歳のときに描き、当院に奉納された。

## 文化財
- 札所29番 笹戸山長泉院（秩父市指定史跡 昭和40年1月25日指定）[1]

## 交通アクセス
- 浦山口駅より徒歩18分。